# Chaâbi (Algérie)
Pour les articles homonymes, voir Chaâbi.
Genres associés
Hawzi, aroubi, musique arabo-andalouse (Sa'naa), musique kabyle.
Le chaâbi (de l'arabe الشعبي əš-šaʿabī) est un genre musical algérien, né à Alger au début du XXe siècle. Šaʿabī signifie « populaire » en arabe, c'est l'un des genres musicaux les plus populaires d'Algérie. Il dérive de la musique arabo-andalouse d'Alger (Sanâa).

## Étymologie
Šaʿabī signifie « populaire » en arabe (شعب, šaʿab, « peuple »).
En 1946, El-Boudali Safir, le directeur littéraire et artistique de Radio Algérie pour les émissions en langues arabe et kabyle, désigna des musiques populaires dont faisait partie le medh sous le nom générique de « populaire » dans la langue française, pour le distinguer du classique andalou. Mais ce n'est qu'après l'indépendance de l'Algérie et lors du premier colloque national sur la musique algérienne qui se tient à Alger en 1964 que la dénomination officielle et définitive de chaâbi est adoptée.
Le mot Chaâbi fait son entrée dans les dictionnaires de la langue française grâce à la reprise de la chanson Ya Rayah de Dahmane El Harrachi par Rachid Taha. Cette reprise a eu un succès mondial. Elle a même été chantée dans plusieurs langues.

## Histoire

### Genèse

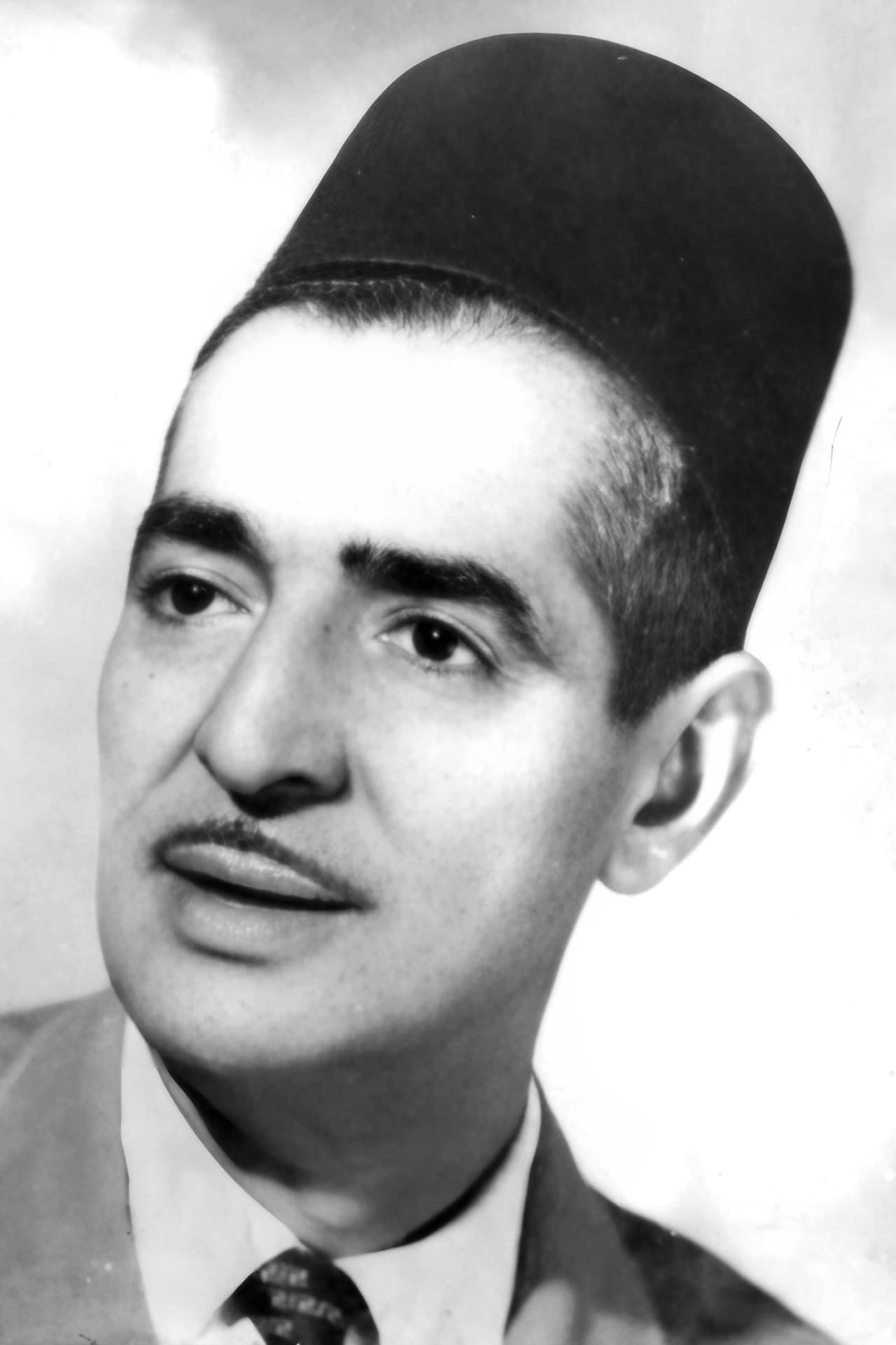
El Hadj M'hamed El Anka.

Du chant classique algérois découlait le genre medh qui, à base de poésie populaire, séduit un grand public car plus accessible. Bien qu'à l'origine chant religieux, celui-ci se transforme au profane en raison de la nécessité d'adapter les airs divins du classique dans un langage plus populaire. La méconnaissance de la langue classique par la population algérienne durant la période coloniale, notamment à cause de la destruction massive des écoles coraniques, allait profondément jouer sur ce changement. Les méfaits de la colonisation, amènent la population algérienne à se réfugier de plus en plus dans la tristesse de ce genre musical. De grands maîtres en furent issus et notamment à Alger Cheikh Mohamed Bensmail (1820-1870).
En parallèle du medh (chant religieux) qui est l'ancêtre du chaâbi, Alger possédait un autre genre musical populaire qu'on appelle aroubi et qui puise ses modes dans la musique arabo-andalouse. Au temps de Cheïkh Nador (décédé en 1926) il y avait une pléiade d'artistes meddah (interprète du medh) tels que Mustapha Driouèche, Kouider Bensmain, El Ounas Khmissa, Mohamed Essafsafi, Saïd Derraz, Ahmed Mekaïssi, Saïd Laouar, Mahmoud Zaouche. Au début du XXe siècle, existait déjà une tradition dans les fumeries de la casbah d'Alger qui consistait à interpréter des Istikhbar (improvisation musicale, prélude vocal improvisé sur un rythme libre) dans les modes musicaux sika et sahli tout en s'accompagnant d'un guember. À l'origine, les chants sacrés du medh étaient accompagnés par le son du deff et de bendir. Kouider, le fils du Cheikh Mohammed Bensmain, sera le premier dans ce style à adopter l'orchestre classique.
À l'orée des années 1920, certains meddah ont commencé à introduire des instruments à cordes dans leurs orchestres à l'image des orchestres du aroubi algérois. Cette époque a vu la prédominance des textes puisés dans les répertoires des poètes du Melhoun. Les musiciens ont commencé alors à adapter les textes interprétés aux modes andalous de l'école algéroise tout en travaillant la forme et l'orchestration. Le medh était confiné dans la casbah d'Alger surtout dans les fumeries, peu à peu les artistes ont commencé à se produire dans les cafés arabes d'Alger durant le mois du ramadan.
Cheïkh Saïd El Meddah de son vrai nom Malek Saïd a réalisé quatre enregistrements de textes profanes qui datent de 1924 et qui sont gardés par la phonothèque de la radio algérienne. Après le décès de Cheïkh Nador, c'est son élève M'hammed El Anka qui a pris le relais dans l'animation des fêtes alors qu'il n'avait que 19 ans. Sa jeunesse l'a aidé à avoir une nouvelle vision du medh. Il a pu donner une nouvelle impulsion au medh et a introduit dans les orchestres le Mandole algérien. Grâce aux moyens techniques modernes du phonographe et de la diffusion radiophonique, El Anka était devenu le promoteur du medh, il est considéré comme le plus grand interprète du genre. Affranchi des diktats, M'hammed El Anka puise dans le répertoire Andalou mais opère une réforme du genre en modifiant l’orchestration et introduisant de nouveaux instruments tels que la derbouka (instrument de percussion membraphone), et plus tard, la guitare, le banjo, el ney (flute en roseau), qanun, le violon et le piano et fit faire par le maître luthier Jean Bellido une mandoline sur mesure en rallongeant le manche, aplatissant la caisse et la dotant de 4 cordes doublées. Ainsi, la mandole algérienne est née et demeure son instrument de prédilection.
Les autres grands interprètes sont : Hadj M'rizek, H'sissen, El Hachemi Guerouabi, Dahmane El Harrachi, Maâzouz Bouadjadj, Amar Ezzahi et d'autres plus récents. Vers 1934, des artistes judéo-algériens, comme Lili Labassi; avec les titres Ya Bechar (1934), Ya Kelbi Testehal (1937), El Guelsa di Fes (1939) s'ajoutent au répertoire.

### Évolutions

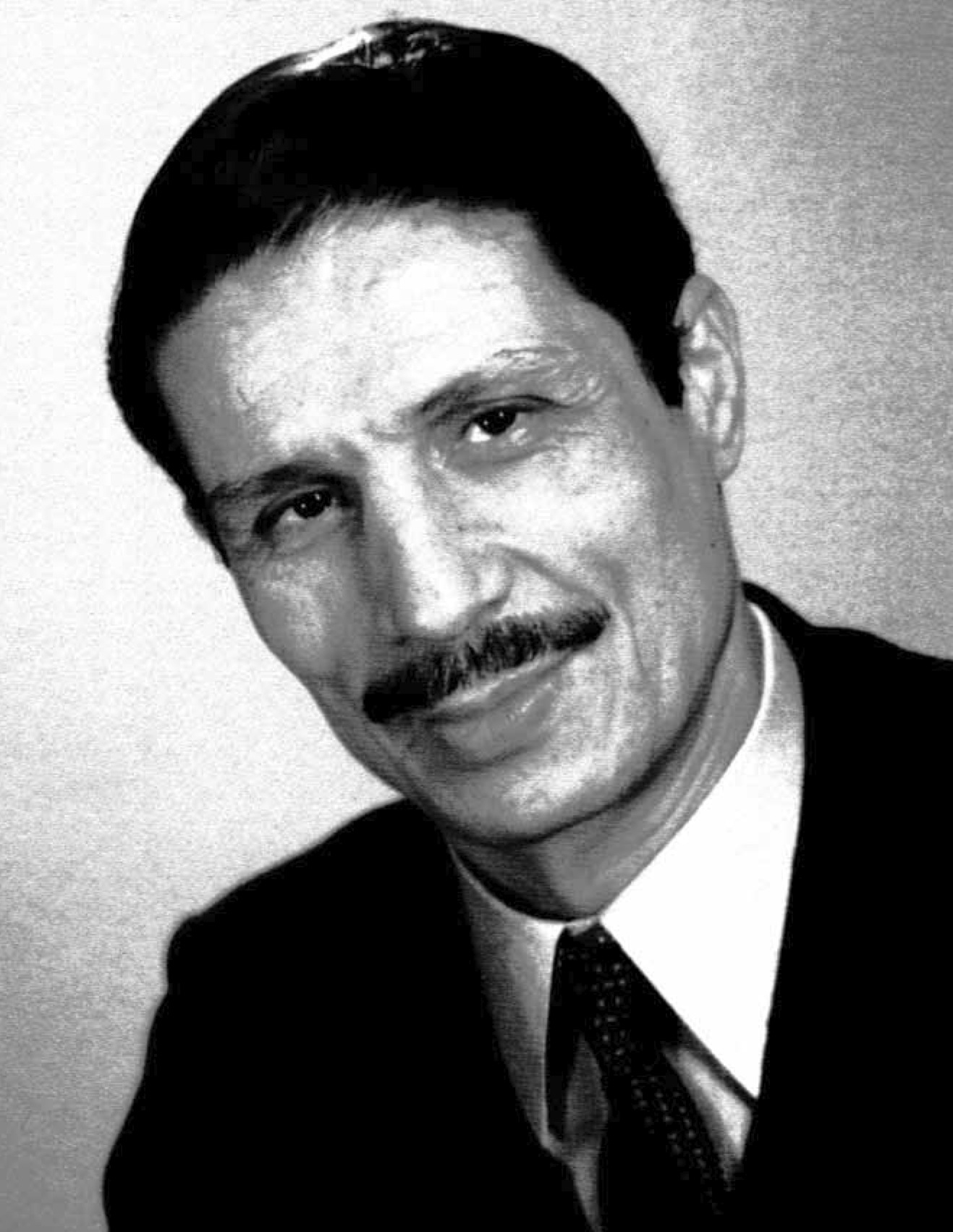
Dahmane El Harrachi.

Le chaâbi naît ainsi au début du XXe siècle dans la région d'Alger. Il est issu d'un mélange entre trois sources principales : la mélodie de la musique arabo-andalouse, le Melhoun (poésie populaire du Maghreb) et la poésie amoureuse ainsi que la langue berbère dans un certain temps. Le chaâbi algérois est caractérisé par une couleur musicale affirmée dès les années 1940, c'est un chaâbi à textes, qui emploie les textes du Melhoun, certains spécialistes dénomment ce genre le Chaabi-Melhoun. À partir des années 1950, les pièces composées par les musiciens des sociétés de musique dite andalouse, sont rangées dans le genre chaâbi. Ainsi, les similarités identifiables entre le chaâbi et la musique arabo-andalouse (modales, rythmiques, littéraires), résonnent avec la présence de nombreux musiciens issus de ces sociétés.
Dans les années 1960, le genre du chaâbi moderne est né. Il désigne des chansons communément nommées chant 'acry (étymologiquement : « contemporain »), et dont la mélodie se rapproche d'une orchestration moderne. Dans les années 1970, Mahboub Bati a réussi à innover le genre et a créé la nouvelle « chanson chaâbi », il a composé une centaine de chansons. Deux auteurs compositeurs en l'occurrence Mohamed El Badji et Dahmane El Harrachi ont aussi composé de nouvelles chansons chaâbi dans des styles plus personnels. Le chaâbi moderne témoigne de l'évolution de la société par le contenu de ses textes et par son vocabulaire. Il illustre une époque ou un fait donné dans un langage plus direct, moins complexe et plus accessible que les textes du melhoun. Selon les journalistes Jean-Paul Labourdette et Dominique Auzias, le genre appartient dans sa forme à la musique arabo-andalouse mais enrichi par diverses influences arabe, européenne et africaine dans ses mélodies et Gnaoua et berbère dans ses rythmes. Alger demeure son centre le plus actif, suivi par, dans une moindre mesure, la ville de Mostaganem. Cependant, il est apprécié dans toute l'Algérie, pour l'aspect moral et social de ses textes.
« Le chaâbi vit et s’enrichit, tout en restant liée à sa source la plus lointaine » Bachir Hadj Ali.
L'évolution sociétale et culturelle a incité les chanteurs du chaabi à enrichir leur répertoire de chansons plus modernes, plus courtes et vers plus de hawzi pour animer les fêtes, afin de favoriser davantage une ambiance prêtant à la danse plutôt qu'à l'écoute de la richesse de textes conduits par la mélodie et le rythme. De nos jours, un nouveau genre musical, nommé Assimi (« venu d'Alger »), un mixage entre le répertoire arabo-andalou algérois et le chaâbi, s'impose dans l'ensemble du pays.
En 1991, Kamel Messaoudi a su avec les chansons Chemaa (La Bougie), et Ya Dzaïr Rahou Tab El Qalb (Alger, Le Cœur Bout), renouveler le genre de ce que l'on nomme depuis le Néo Chaâbi.
En 2012, le documentaire franco-irlando-algérien El Gusto, réalisé et produit par Safinez Bousbia, sorti en 2011, le 11 janvier 2012 en France et le 3 octobre 2012 en Belgique, raconte l'histoire d'un groupe de musiciens Algériens, séparés par l'Histoire il y a 50 ans, et réunis sur scène pour partager leur passion commune, la musique chaâbi.

## Modes et formes musicales

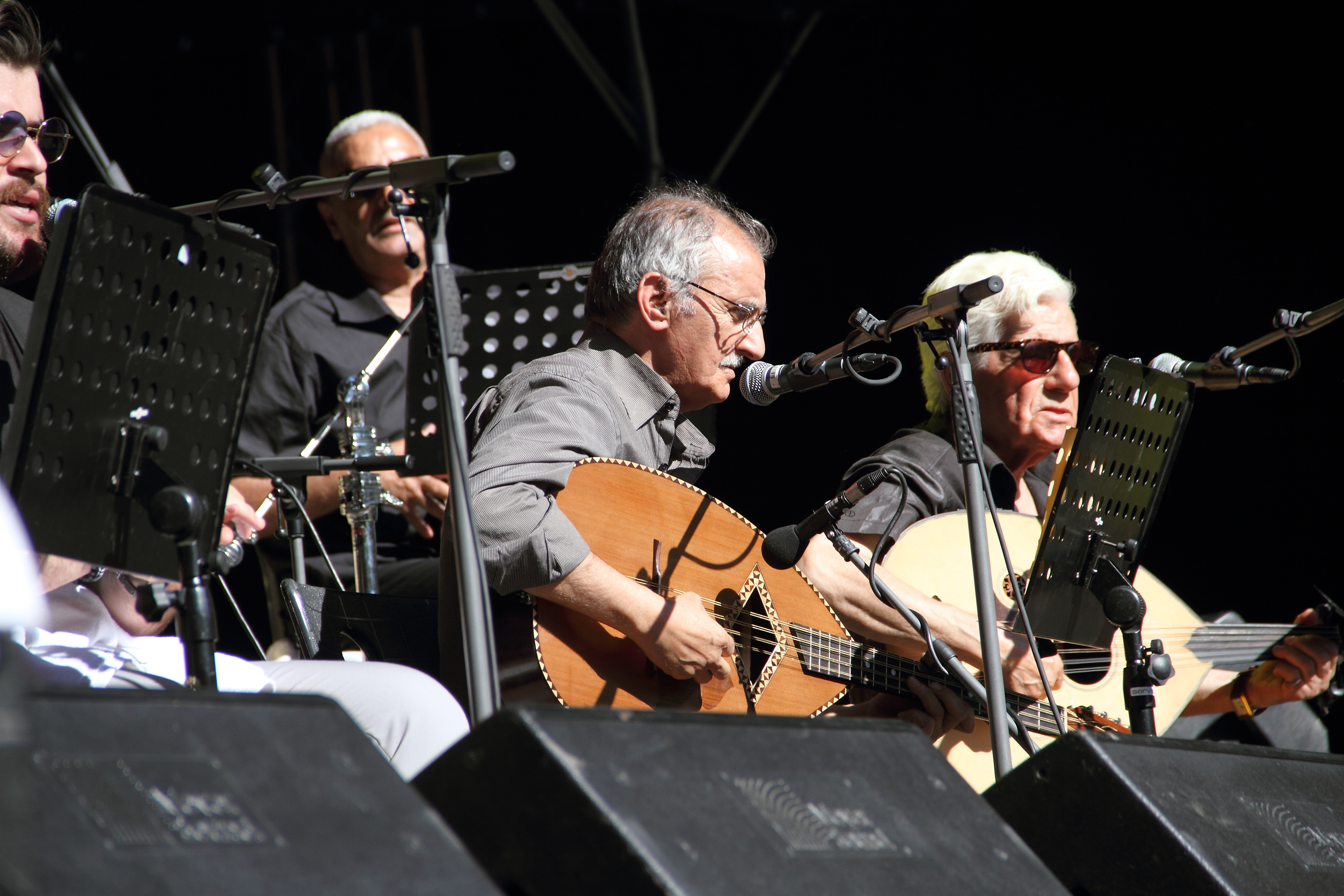
El Gusto en concert au Rudolstadt-Festival 2018.

Le chaâbi utilise pour ses compositions les mêmes modes musicaux de la nouba algéroise : moual, zidane, âraq, ghrib, jarka, reml maya, sika, mezmoum et le mode sahli qui n'existe pas dans la musique arabo-andalouse. On le retrouve seulement dans la musique populaire citadine. À Constantine, ce mode musical s'appelle r'haoui et en orient-arabe nahawand.
Le Chaâbi utilise les formes traditionnelles de la nouba algéroise : ouverture tushiyya, chants istikhbâr, inqilâb, mṣaddar ou darj, inṣirâf, khlâṣ ; ainsi que du aroubi et du madh, mais il a également ses propres formes telles que le qṣîd et le baytwṣyâh. Les mawazines sont également identiques à ceux du hawzi, à l'exception d'un berouali très lent du hawzi appelé mizan msamii.
Dans le chaâbi à textes, l'istikhbar (improvisation) qui ouvre la Qasida est un matériau privilégié. Sa fonction principale est de préparer l'auditoire au thème général de la chanson. Son texte est souvent extrait d'une autre Qasida que celle qui est chantée, mais son contenu doit être en adéquation de sens avec celle-ci. Par ailleurs, le chanteur chaâbi est libre dans l'interprétation d'une Qasida, selon l'inspiration du moment et l'ambiance émanant de l'auditoire : il peut déclamer un vers plutôt que le chanter, changer le rythme, un vers, ou ajouter un ou plusieurs khlaç (finals dansants).

## Instruments
Le chaâbi utilise les instruments de musique suivants : deux instruments à percussion à savoir la darbouka et le tar, mais aussi le mandole algérien, l'alto et le banjo (un banjo guitare et un banjo ténor), ney et le qanûn.
Les altistes de l'arabo-andalou et du Chaâbi utilisent toujours leur alto à la verticale. Quant au mandole, il a remplacé la kuitra (instrument de la musique arabo-andalouse algérienne). Il n'est pas rare d'entendre aussi le piano. En revanche, aucun instrument électrique n’est admis, hormis parfois le clavier pour son côté pratique.

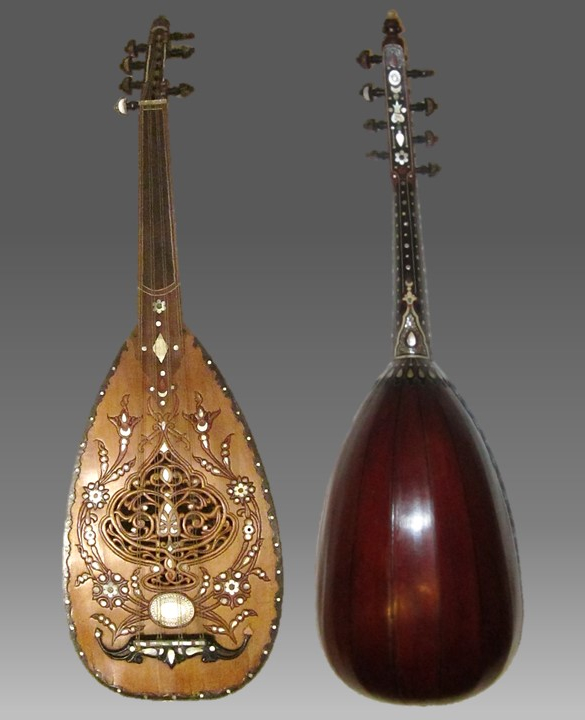
Kouitra (Algérie)
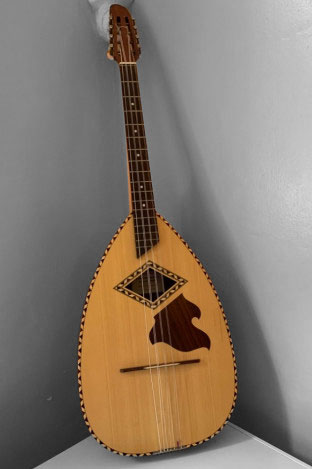
Mandole (Algérie)
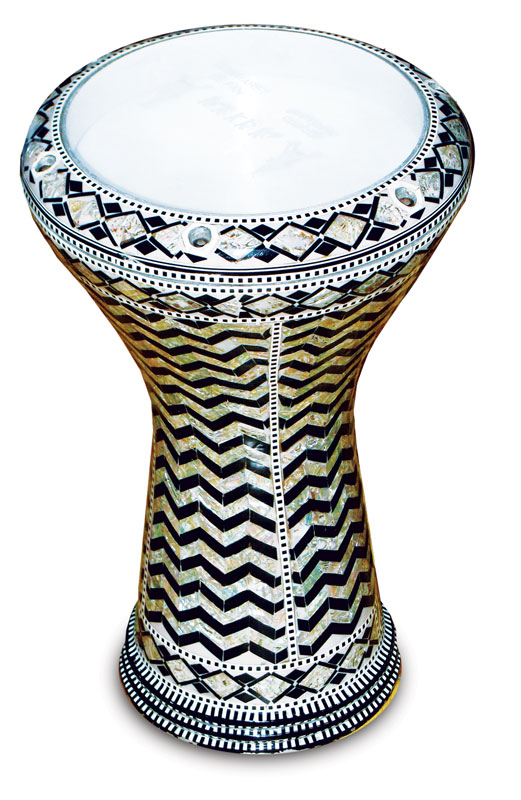
Derbouka

- Fichier:Kwitra_met.jpgKouitra (Algérie)
- Fichier:Mandole_Algerien.jpgMandole (Algérie)
- Fichier:Darbuka.jpgDerbouka

## Artistes notables
Les interprètes comprennent : El Hadj M'Hamed El Anka, Aziouz Raïs, Hadj M'rizek, H'sissen, El Hachemi Guerouabi, Mahboub Bati, Mohamed Sergoua, Abdelkader Chaou, Amar Ezzahi, Amar El Achab, Boudjemaâ El Ankis, Cheikh El Hasnaoui, Dahmane El Harrachi, Hamid Bedjaoui, Kamel Messaoudi, Maâzouz Bouadjadj, M'Hamed Bourahla, Youcef Abdjaoui, Reda Doumaz, Sid Ali Lekkam, Slimane Azem, Salah Sadaoui,  Kamel Bourdib, Lounès Matoub, Mohamed Zerbout, Abdelmalek Imansouren, Samir Choubane, Lili Labassi, Abderahmane El Koubi, Kamel Aziz, Abd Errahmane Ould Zmirli, Mouhamed Ladoui, Lounès Khaloui, Rachid Nouni, Lani Rabah, Reinette l'Oranaise (1918-1998), Esma Alla, Luc Cherki, et Abdelkader Guessoum.
Les musiciens et auteurs comprennent : Mahboub Bati, Cheikh Namous, et Ptit Moh.